# حسابات قومية
الحسابات القومية أو أنظمة الحسابات القومية (NAS) هي تنفيذ تقنيات محاسبية كاملة ومتسقة لقياس النشاط الاقتصادي لدولة ما. وتتضمن هذه الأنظمة الإجراءات الأساسية المفصلة التي تعتمد على نظام القيد المزدوج. ومن حيث التصميم فإن هذه النوعية من الأعمال المحاسبية تجعل الكليات على كلا جانبي حساب ما متساوية حتى ولو كان كل جانب يقيس خصائص مختلفة، على سبيل المثال الإنتاج والعائد الناتج عنه. وباعتباره منهجًا أُطلق على الموضوع مصطلح المحاسبة القومية أو بصورة أعم المحاسبة الاجتماعية. وما يُذكر خلاف ذلك، أن الحسابات القومية باعتبارها أنظمة يمكن تمييزها عن البيانات الاقتصادية المرتبطة بتلك الأنظمة. ونتيجة لمشاركة العديد من المبادئ العامة مع المحاسبة التجارية، تعتمد الحسابات القومية على المفاهيم الاقتصادية. وتعتبر مصفوفة المحاسبة الاجتماعية أحد التراكيب المفاهيمية التي تمثل تدفقات المعاملات الاقتصادية التي تتم في اقتصاد ما مع حسابات في كل إدخال لصف من الأعمدة بها.
لقد تطورت المحاسبة القومية جنبًا إلى جنب مع الاقتصاد الكلي منذ الثلاثينيات من خلال علاقتها بـالطلب الإجمالي إلى الناتج الإجمالي من خلال تداخل فئات الإنفاق الواسعة مثل الاستهلاك والاستثمار. كما تُستخدم البيانات الاقتصادية من الحسابات القومية للتحليل التجريبي للنمو الاقتصادي والتنمية.

## النطاق
تمثل الحسابات القومية بصورة واسعة الإنتاج الحالي والإنفاق وأنشطة الدخل المتعلقة بالفعاليات الاقتصادية (الأسر والشركات والحكومات) في أي اقتصاد، بما في ذلك علاقاتهم مع اقتصاد الدول وثرواتها (القيمة الصافية للأصول). كما أنها تمثل كلًا من التدفقات (محسوبة خلال فترة ما) والأسهم (محسوبًا في نهاية فترة ما) مما يضمن أن تتوافق التدفقات مع الأسهم. وبالنسبة للتدفقات فإن الحسابات القومية للدخل والناتج توفر تقديرات للقيمة النقدية للدخل والناتج كل عام أو كل ربع عام بما في ذلك الناتج المحلي الإجمالي. وبالنسبة للأسهم فإن «حسابات رأس المال» تعتبر منهج الميزانية العمومية الذي له أصول في أحد الجوانب (بما في ذلك قيمة الأراضي وأسهم رأس المال والأصول المالية) والديون والقيمة الصافية من الناحية الأخرى، حيث يتم احتسابها في نهاية الفترة المحاسبية. وتتضمن الحسابات القومية أيضًا معايير تغيير الأصول والديون والقيمة الصافية للأصول خلال فترة محاسبية واحدة. ويمكن أن يرجع هذا إلى حسابات تدفق الأموال أو مرة أخرى إلى حسابات رأس المال.
يوجد العديد من المعايير الكلية التابعة للحسابات القومية ولا سيما التي تتضمن إجمالي الاستثمارات الثابتة أو ما يشار إليه باسم GDP والذي يعتبر المعيار الذي يتم استخدامه بكثرة في النشاط الاقتصادي الكلي. ومن الطرق التي يمكن من خلالها أن يتدهور الناتج المحلي الإجمالي أنواع الدخل (الأجور والأرباح وغير ذلك) أو الإنفاق (الاستهلاك والاستثمار/الادخار وغير ذلك). وتعد هذه المعايير نماذج للـبيانات الاقتصادية الكلية. وعادة ما تكون هذه المعايير الكلية وتغييرها مع الوقت ذات فائدة قوية لصانعي السياسات الاقتصادية، وهذا بالرغم من اشتمال الحسابات القومية التفصيلية على مصدر للمعلومات للتحليل الاقتصادي، على سبيل المثال في جداول المدخلات والمخرجات التي تظهر كيف تتفاعل الصناعات مع بعضها في عملية الإنتاج.
يمكن عرض الحسابات القومية في مبالغ اسمية أو حقيقية، حيث يتم تعديل الكميات الحقيقية لإزالة آثار تحولات الأسعار بمرور الوقت. ويمكن الحصول على مؤشر أسعار متوافق من خلال الناتج القومي. وقد تكون لمعدلات تغير مستوى الأسعار والناتج فائدة أيضًا. ويمكن حساب معدل التضخم (معدل نمو مستوى الأسعار) للناتج القومي أو مكونات نفقاته. وتُقاس معدلات النمو الاقتصادي (غالبًا ما يكون معدل نمو الناتج المحلي الإجمالي) عمومًا من حيث القيمة الحقيقية (السعر الثابت). وتُستخدم بيانات النمو الاقتصادي الناتجة عن الحسابات القومية في حساب النمو عبر فترات زمنية طويلة لدولة ما أو لتقييم موارد النمو المختلفة سواء من خلال نمو عوامل الإنتاج أو التغيير التقني.